# Balerův větrný mlýn
Balerův mlýn je větrný mlýn v poli u obce Spálov v okrese Nový Jičín v Moravskoslezském kraji. Jedná se pravděpodobně o nejmenší dochovaný větrný mlýn holandského typu v Česku a jediný dochovaný se sedmi mlýnů z okolí Spálova. Postavil jej v roce 1929 František Baler, syn mlynáře z vedlejší vsi Luboměře, když byly v okolí Spálova zrušeny dřevěné mlýny německého typu. Mlýn sloužil do roku 1938, kdy Baler onemocněl a po jeho smrti o dva roky později mlýn chátral. Na začátku 21. století byl mlýn již ve velmi špatném stavu, spoluprací majitelky Ludmily Jemelkové, městyse Spálov a Kruhu přátel větrných mlýnů při Technickém muzeu v Brně se ale mlýn podařilo obnovit. Spolupráce začala v roce 2007 a již v srpnu byly podniknuty první záchranné práce. Oprava byla dokončena v srpnu 2012. Mlýn je přístupný veřejnosti.
Mlýn má u země průměr 3,2 metru, u hlavy zdi 2,47 metru, stěny jsou vysoké 3,6 metru.